# جان گرین (بازیکن فوتبال، زاده ۱۸۹۶)
جان گرین (انگلیسی: John Green؛ 1896 – ۱۹۲۷ (۳۰−۳۱ سال)) بازیکن فوتبال اهل پادشاهی متحد بریتانیای کبیر و ایرلند بود.